# Yutaka Tahara
Yutaka Tahara (田原 豊 Tahara Yutaka?), född 27 april 1982, är en japansk tidigare fotbollsspelare.
I juni 2001 blev han uttagen i Japans trupp till U20-världsmästerskapet 2001.